# Rebecca Fjelland Davis
Rebecca Fjelland Davis (nascida em 1956) é uma romancista norte-americana e autora de livros infantis que vive em Minnesota.
Atualmente é instrutora da Faculdade Central Sul em Mankato, onde leciona estudos de composição, literatura, cinema e pensamento crítico em ciências humanas.

## Biografia
Davis cresceu em uma fazenda fora de Huxley, Iowa. Graduou com honras da Faculdade Waldorf, pela Universidade Estadual de St. Cloud (ganhando seu Bacharel de artes em inglês) e da Universidade Estadual de Mankato (ganhando seu mestrado de Belas Artes em Escrita criativa). Uma ex-maratonista e duas vezes campeã da prova feminina de ciclismo National 24-Hour Challenge, tem sido conhecida por trabalhar temas de atletismo ao estilo jovem adulta, semelhante ao seu ex-marido Terry Davis (autor), bem como o colega autor Chris Crutcher.

## Livros
- 10, 9, 8 Polar Animals: A Counting Backward Book. Capstone Press, 2006. ISBN 978-0-7368-6374-2.
- Beaches and Bicycles: A Summer Counting Book. Capstone Press, 2006. ISBN 978-0-7368-6891-4.
- Chasing AllieCat. Flux, 2011. ISBN 978-0-7387-2130-9.
- Counting Pets by Twos. Capstone Press, 2006. ISBN 978-0-7368-6375-9.
- Flowers and Showers: A Spring Counting Book. Capstone Press, 2006. ISBN 978-0-7368-6890-7.
- Footballs and Falling Leaves: A Fall Counting Book. Capstone Press, 2006. ISBN 978-0-7368-6889-1.
- Jake Riley: Irreparably Damaged. HarperTempest, 2003. ISBN 978-0-06-051837-0.
- The History of the Washington Mystics (Women's Pro Basketball Today). Creative Education, 1999. ISBN 978-1-58341-012-7.
- Medusa Tells All: Beauty Missing, Hair Hissing (The Other Side of Myth). Capstone Press, 2014. ISBN 978-1-4795-2960-5
- More or Less: A Rainforest Counting Book. Capstone Press, 2006. ISBN 978-0-7368-6376-6.
- Snowflakes and Ice Skates: A Winter Counting Book. Capstone Press, 2006. ISBN 978-0-7368-6892-1.
- Woof & Wag: Bringing Home a Dog. Picture Window Books, 2008. ISBN 978-1-4048-4868-9.
- Zoo Animals: 1,2,3. Capstone Press, 2006. ISBN 978-0-7368-6377-3.

## Antologias
- Wonderful Things I Scarcely Understand: Twenty Years of Robert Wright Award Winners. Editado por Roger Sheffer. Universidade do Estado de Minnesota (Mankato), 2003. ISBN 978-0-615-12339-4.
- Girl Meets Boy: Because There are Two Sides to Every Story. Editado por Kelly Milner Halls. Chronicle, 2012.

ISBN  978-1452102641.

## Prêmios
- 1990 Vencedora do concurso de escrita criativa. Universidade do Estado de Minnesota, Mankato.
- 2003 Vencedora do prêmio Blue Ribbon (para Jake Riley: Irreparably Damaged), O Boletim do Centro de Livros Infantis.
- 2007 Prêmio Menção Honrosa (para Chasing AllieCat, um romance YA, trabalho em andamento), Prêmios Loft de Literatura Infantil /Crianças mais velhas.
- 2008 Artist Initiative Grant (para Slider's Son, romance de classe média, trabalho em andamento), Quadro de Artes do Estado de Minnesota.